# Ален Шкоро
Ален Шкоро (босн. Alen Škoro, нар. 20 березня 1981, Сараєво) — боснійський футболіст, що грав на позиції нападника. Виступав, зокрема, за клуб «Марсель», а також національну збірну Боснії і Герцеговини.

## Клубна кар'єра
Футбольний шлях розпочав у молодіжній команді клубу «Сараєво». З 1998 року виступав за дорослу команду клубу, а в 2000 році на правах вільного агента перейшов до «Олімпія» (Любляна). Наступного року отримав запрошення від «Марселя», до складу якого прийшов у 19 років як молодий та перспективний гравець. 3 лютого 2001 року дебютував у «Марселі» в поєдинку проти «Осера» на «Велодромі». На 69-ій хвилині матчу він замінив Флорена Моріса, але не допоміг своїй команді уникнути поразки в тому матчі. У сезоні 2000/01 років зіграв ще 6 матчів у національному чемпіонаті та 1 поєдинок у кубку Франції. Проте проявити себе не зумів і був відправлений в оренду до швейцарського клубу «Серветт». У цьому клубу на довго також не затримався й спочатку повернувся до «Марселя», де не зіграв більше жодного офіційного поєдинку, й у сезоні 2003/04 років повернувся додому, де підписав контракт з ФК «Сараєво». З 2004 по 2007 роки захищав кольори ГАКу (Грац). З літа 2007 й до кінця 2008 року був гравцем хорватської «Рієки». У сезоні 2008/09 року Шкоро виступав у вищоліговій «Ягеллонія» (Білосток). Але вже незабаром повернувся до рідного «Сараєво».
У червні 2010 року перейшов до мексиканського клубу «Керетаро», в футболці якого протягом сезону провів 15 поєдинків. Наступного року виступав в іншому мексиканському клубі, «Дорадос де Сіналоа». У 2012 році перейшов до австрійської «Аустрії» (Клагенфурт).
Завершив професійну ігрову кар'єру у клубі «Олімпік» (Сараєво), за команду якого виступав протягом 2012—2013 років. 

## Виступи за збірну
2004 року дебютував в офіційних матчах у складі національної збірної Боснії і Герцеговини. Протягом кар'єри у національній команді, яка тривала 6 років, провів у формі головної команди країни 4 матчі.

## Статистика

### Клубна
| Клубні виступи       | Клубні виступи         | Клубні виступи         | Чемпіонат | Чемпіонат | Кубок | Кубок | Суперкубок | Суперкубок | Континентальний | Континентальний | Загалом | Загалом |
| Сезон                | Клуб                   | Ліга                   | Матчі     | Голи      | Матчі | Голи  | Матчі      | Голи       | Матчі           | Голи            | Матчі   | Голи    |
| Боснія і Герцеговина | Боснія і Герцеговина   | Боснія і Герцеговина   | Ліга      | Ліга      | Кубок | Кубок | Суперкубок | Суперкубок | Європа          | Європа          | Загалом | Загалом |
| -------------------- | ---------------------- | ---------------------- | --------- | --------- | ----- | ----- | ---------- | ---------- | --------------- | --------------- | ------- | ------- |
| 1998–99              | «Сараєво»              | Прем'єр-ліга           | 7         | 2         | 3     | 0     | 0          | 0          | 0               | 0               | 10      | 2       |
| 1999–00              | «Сараєво»              | Прем'єр-ліга           | 19        | 8         | 2     | 0     | 1          | 0          | –               | –               | 22      | 8       |
| Словенія             | Словенія               | Словенія               | Ліга      | Ліга      | Кубок | Кубок | Суперкубок | Суперкубок | Європа          | Європа          | Загалом | Загалом |
| 2000–01              | «Олімпія» (Любляна)    | Перша ліга             | 5         | 3         | 1     | 2     | –          | –          | –               | –               | 6       | 5       |
| Франція              | Франція                | Франція                | Ліга      | Ліга      | Кубок | Кубок | Суперкубок | Суперкубок | Європа          | Європа          | Загалом | Загалом |
| 2000–01              | «Марсель»              | Ліга 1                 | 6         | 0         | 1     | 0     | –          | –          | –               | –               | 7       | 0       |
| Швейцарія            | Швейцарія              | Швейцарія              | Ліга      | Ліга      | Кубок | Кубок | Суперкубок | Суперкубок | Європа          | Європа          | Загалом | Загалом |
| 2001–02              | «Серветт»              | Націоналліга A         | 1         | 0         | ?     | ?     | –          | –          | –               | –               | 1       | 0       |
| Боснія і Герцеговина | Боснія і Герцеговина   | Боснія і Герцеговина   | Ліга      | Ліга      | Кубок | Кубок | Суперкубок | Суперкубок | Європа          | Європа          | Загалом | Загалом |
| 2002–03              | «Сараєво»              | Прем'єр-ліга БіГ       | 29        | 13        | 3     | 2     | –          | –          | 2               | 0               | 34      | 15      |
| 2003–04              | «Сараєво»              | Прем'єр-ліга БіГ       | 24        | 21        | 1     | 0     | –          | –          | 0               | 0               | 25      | 21      |
| Австрія              | Австрія                | Австрія                | Ліга      | Ліга      | Кубок | Кубок | Суперкубок | Суперкубок | Європа          | Європа          | Загалом | Загалом |
| 2004–05              | ГАК (Грац)             | Бундесліга             | 25        | 6         | 2     | 1     | 1          | 0          | 8               | 0               | 36      | 7       |
| 2005–06              | ГАК (Грац)             | Бундесліга             | 23        | 7         | 1     | 0     | –          | –          | 2               | 0               | 26      | 7       |
| 2006–07              | ГАК (Грац)             | Бундесліга             | 15        | 4         | 2     | 1     | –          | –          | –               | –               | 17      | 5       |
| Хорватія             | Хорватія               | Хорватія               | Ліга      | Ліга      | Кубок | Кубок | Суперкубок | Суперкубок | Європа          | Європа          | Загалом | Загалом |
| 2007–08              | «Рієка»                | Перша ліга             | 27        | 7         | 1     | 0     | –          | –          | –               | –               | 28      | 7       |
| 2008–09              | «Рієка»                | Перша ліга             | 4         | 0         | 0     | 0     | –          | –          | 2               | 0               | 6       | 0       |
| Боснія і Герцеговина | Боснія і Герцеговина   | Боснія і Герцеговина   | Ліга      | Ліга      | Кубок | Кубок | Суперкубок | Суперкубок | Європа          | Європа          | Загалом | Загалом |
| 2008–09              | «Сараєво»              | Прем'єр-ліга БіГ       | 12        | 6         | –     | –     | –          | –          | –               | –               | 12      | 6       |
| 2009–10              | «Сараєво»              | Прем'єр-ліга БіГ       | 20        | 13        | 3     | 0     | –          | –          | 0               | 0               | 23      | 13      |
| Мексика              | Мексика                | Мексика                | Ліга      | Ліга      | Кубок | Кубок | Суперкубок | Суперкубок | Міжнародні      | Міжнародні      | Загалом | Загалом |
| 2010–11              | «Керетаро»             | Прімера Дивізіон       | 10        | 1         | –     | –     | –          | –          | –               | –               | 10      | 1       |
| Австрія              | Австрія                | Австрія                | Ліга      | Ліга      | Кубок | Кубок | Суперкубок | Суперкубок | Європа          | Європа          | Загалом | Загалом |
| 2011–12              | «Аустрія» (Клагенфурт) | Регіоналліга Центр     | 2         | 1         | –     | –     | –          | –          | –               | –               | 2       | 1       |
| Боснія і Герцеговина | Боснія і Герцеговина   | Боснія і Герцеговина   | Ліга      | Ліга      | Кубок | Кубок | Суперкубок | Суперкубок | Європа          | Європа          | Загалом | Загалом |
| 2012–13              | «Олімпік» (Сараєво)    | Прем'єр-ліга БіГ       | 6         | 1         | 0     | 0     | –          | –          | –               | –               | 6       | 1       |
| Загалом              | «Сараєво»              | «Сараєво»              | 111       | 63        | 12    | 2     | 1          | 0          | 2               | 0               | 126     | 65      |
| Загалом              | «Олімпія»              | «Олімпія»              | 5         | 3         | 1     | 2     | 0          | 0          | 0               | 0               | 6       | 5       |
| Загалом              | «Марсель»              | «Марсель»              | 6         | 0         | 1     | 0     | 0          | 0          | 0               | 0               | 7       | 0       |
| Загалом              | «Серветт»              | «Серветт»              | 1         | 0         | 0     | 0     | 0          | 0          | 0               | 0               | 1       | 0       |
| Загалом              | ГАК                    | ГАК                    | 63        | 17        | 5     | 2     | 1          | 0          | 10              | 0               | 79      | 19      |
| Загалом              | «Рієка»                | «Рієка»                | 31        | 7         | 1     | 0     | 0          | 0          | 2               | 0               | 34      | 7       |
| Загалом              | «Кретаро»              | «Кретаро»              | 10        | 1         | 0     | 0     | 0          | 0          | 0               | 0               | 10      | 1       |
| Загалом              | «Аустрія» (Клагенфурт) | «Аустрія» (Клагенфурт) | 2         | 1         | 0     | 0     | 0          | 0          | 0               | 0               | 2       | 1       |
| Загалом              | «Олімпік»              | «Олімпік»              | 6         | 1         | 0     | 0     | 0          | 0          | 0               | 0               | 6       | 1       |
| Усього за кар'єру    | Усього за кар'єру      | Усього за кар'єру      | 235       | 93        | 20    | 6     | 2          | 0          | 14              | 0               | 271     | 99      |

### У збірній
| Національна збірна   | Рік     | Матчі | Голи |
| -------------------- | ------- | ----- | ---- |
| Боснія і Герцеговина |         |       |      |
| 2004                 | 1       | 0     |      |
| 2005                 | 0       | 0     |      |
| 2006                 | 1       | 0     |      |
| 2007                 | 0       | 0     |      |
| 2008                 | 1       | 0     |      |
| 2009                 | 1       | 0     |      |
| Загалом              | Загалом | 4     | 0    |

## Досягнення

### Клубні
ФК «Сараєво»
- Прем'єр-ліга БіГ
  -  Чемпіон (1): 1998/99

ГАК
- Бундесліга
  -  Срібний призер (1): 2005

### Індивідуальні
- Найкращий бомбардир Прем'єр-ліги БіГ: 2003/04